# BanG Dream!
- 關於改編電視動畫，請見「BanG Dream! (動畫)」。
- 關於衍生游戏，請見「BanG Dream! 少女樂團派對」。

《BanG Dream!》，簡稱「Bandori!」，是以連載於《月刊武士道》的同名漫畫作品為基礎的日本跨媒體製作企劃，該漫畫由中村航原作、石田彩作畫，並由負責人物設定，故事描述女高中生的樂團活動。除漫畫外，《BanG Dream!》還包括電視動畫系列、現場演唱會、單曲與專輯、VTuber，以及由Craft Egg開發的手機節奏遊戲《BanG Dream! 少女樂團派對》。
《BanG Dream!》企劃主題圍繞全女性樂團，其成員同時為動畫與手機遊戲的聲優；截至2025年，該企劃共計10支樂團，其中7支能親自演奏所飾角色的樂器，8支登場於手機遊戲中。首支樂團Poppin'Party於2015年2月成立，隨著手機遊戲於2017年推出，又陸續加入Roselia、Afterglow、Pastel*Palettes、Hello, Happy World!。2018年，名為「THE THIRD(仮)」的後備樂團更名為RAISE A SUILEN，並正式加入企劃；2020年推出第七支樂團Morfonica。2022年持續擴編，引入MyGO!!!!!、Ave Mujica與夢限大MewType。現場演出方面，Poppin'Party、Roselia、RAISE A SUILEN、Morfonica、MyGO!!!!!、Ave Mujica與夢限大MewType的聲優皆親自演奏樂器，其餘樂團則僅負責演唱。
系列同名動畫以樂團虛構化演出為主，共三季各13集。第一季由ISSEN（OLM與武士道合資）與XEBEC製作，於2017年1月至4月播映；第二季與第三季則由三次元接手，分別於2019年冬季與2020年冬季播出。2019年推出音樂會主題電影《BanG Dream! FILM LIVE》，2021年推出續作《BanG Dream! FILM LIVE 2nd Stage》。此外亦製作多部樂團專注電影：2021年上映兩部曲《Episode of Roselia》，2022年上映《BanG Dream! Poppin'Dream!》。衍生動畫包括三次元與DMM.futureworks合作的《BanG Dream! Garupa☆Pico》及其續篇《BanG Dream! 》、《BanG Dream! 》，以及Studio A-Cat製作的《Pastel Life》。動畫《BanG Dream! It's MyGO!!!!!》於2023年6月至9月播出，續作《BanG Dream! Ave Mujica》於2025年1月至3月播映，並已宣布製作兩部作品的共同續作。
《BanG Dream!》企劃因現場演出與手機遊戲享有國際人氣，動畫則隨著季數推進獲得評價逐步提升。2018年，企劃擴展至男性對應單位「ARGONAVIS from BanG Dream!」，並於2021年分拆為獨立企劃《from ARGONAVIS》。

## 歷史

### 企劃建立（2015–2016年）

漫畫《BanG_Dream!［星の鼓動］》使用的原始標誌，包含下划线。

《BanG Dream!》企劃構想源自2014年3月。在武士道公司运营手机游戏《Love Live! 学园偶像祭》時，社长木谷高明就意识到了音乐题材的潜力，期望主導音樂企劃。2014年，在偶像大师演唱会「THE IDOLM＠STER M＠STERS OF IDOL WORLD!!2014」中，武士道旗下声优爱美弹奏吉他的表现令全场印象深刻，工作人员向木谷报告的同时也提出了让爱美参加女子乐队的想法。木谷高明認為此概念最適合以跨媒體系列呈現，並且為了企劃成功，應讓聲優在現場演出中親自演奏樂器；他也強調《BanG Dream!》並非偶像系列，而是「女子樂團」系列。
武士道團隊在閱讀小说家中村航的音樂著作後，邀請他撰寫音樂主題故事，因此他與石田彩合作推出漫畫《BanG_Dream!［］》；該漫畫自2015年1月起於《月刊武士道》連載。2016年，隨著企劃更名為《BanG Dream!》（去除），該作品世界觀進行追溯性調整。根據中村航於2016年8月24日在Livedoor部落格的貼文，「BanG Dream!」的名稱源自「向夢想開火」的理念。中村航作為原作故事創作者，其部分劇情亦取材自其高中生活，如渴望組團、吉他在當舖被發現及在倉庫練習等情節。為製作音樂，木谷邀請Elements Garden的上松範康參與，後者起初對企劃概念持懷疑態度，因為難以平衡聲優工作與樂器練習，但最終仍加入企劃。聲優並不需要具備音樂經驗，因為他們的主要職責是為作品中的角色配音，不過他們仍致力於演奏樂器，木谷認為這種態度增加了系列對粉絲的吸引力；2019年，他提到部分成員每天練習長達十小時。
2015年2月28日，愛美於其單獨演唱會「愛美2nd LIVE ～LOVE GENERATION～」中宣佈將組成由她擔任吉他手及主唱的樂團，並告知首場演唱會將於4月18日舉辦。4月18日舉行首場演唱會，西本梨美與伊藤美來加入同日揭露的團員陣容。4月30日，漫畫《BanG_Dream!》之插畫故事於《電擊G's magazine》6月號開始連載，其內容與《月刊武士道》的插畫連載有所不同。5月8日，於《月刊武士道》6月號中正式公布樂團名稱為「Poppin'Party」。6月，愛美於新加坡CharaExpo 2015舉辦個人演唱會，為企劃首場海外演出。該月正式以Poppin'Party命名，後續大塚紗英與大橋彩香加入。五位聲優同時為動畫及MV配音，角色設計亦參考聲優外貌，以凸顯其表演能力。
Poppin'Party首張單曲Yes! BanG Dream!於2016年2月24日發行。MV由一間於2015年由武士道與OLM合資成立、並同時負責動畫製作的公司ISSEN製作。中村航擔任動畫編劇，Elements Garden的上松範康與Pixiv畫師分別負責音樂製作和角色設計。4月24日舉辦首次角色身份現場演出；早期演出靈感源自Silent Siren，並於2019年5月在MetLife Dome以「Battle of the Bands」形式舉辦「No Girl No Cry」演唱會。
Poppin'Party的第3張單曲於同年12月登上Oricon週榜第十位，成為首支在播出前即進入前十的動畫音樂團體單曲。
2016年7月9日至7月10日，愛美、大塚紗英及伊藤彩沙出席於新加坡舉辦的「C3 CHARA EXPO 2016」，標誌著首次海外演出。8月6日，愛美、西本梨美及伊藤彩沙在「名古屋動畫歌祭2016 in 名古屋」中以「Poppin'Party from BanG Dream!」名義演出。8月27日，於「Animelo Summer Live 2016 刻-TOKI-」第二天演出。11月13日，第二場單獨LIVE「BanG Dream! Second☆LIVE Starrin'PARTY 2016!」舉辦。2017年2月5日，第三場單獨LIVE「BanG Dream! 3rd☆LIVE Sparklin' PARTY 2017!」舉辦，期間遊戲中樂團Roselia亦登台演出，並宣佈下一場演唱會將於日本武道館舉行，同時預告動畫藍光第7卷將收錄全新OVA。8月21日，舉辦「BanG Dream! 4th☆LIVE Miracle PARTY 2017! at 日本武道館」，這是Poppin'Party首次登上日本武道館。

### 動畫與遊戲推出（2017–2019年）
2017年，《BanG Dream!》擴展至動畫《BanG Dream!》與手機節奏遊戲《BanG Dream! 少女樂團派對》。遊戲推出前人氣平淡；春季時，一場官方同人誌活動僅吸引9組參加，儘管原本開放400個攤位，遠低於預期。動畫反響平平後，木谷高明將重心轉向遊戲；至3月16日發行，遊戲已預約超過560,000位玩家。其成功歸因於與Craft Egg及Elements Garden合作，及收錄翻唱曲。遊戲同時引入Afterglow、Pastel*Palettes、Roselia與Hello, Happy World!四支樂團。
Roselia於2016年東京電玩展首演，並於2017年4月19日發行首張單曲Black Shout。2018年5月，首張專輯《Anfang》收錄樂團首五首單曲，登上Oricon數位專輯週榜與iTunes專輯榜雙雙冠軍，首週銷量達25,000張，為Oricon週專輯榜次高銷量。同年5月，中島由貴接替引退的遠藤祐里香出任今井莉莎；11月，志崎樺音接替因感音性神經性聽力受損於9月離團的明坂聰美，成為鍵盤手白金燐子。2020年3月，Roselia獲第十四屆聲優獎歌唱賞。
Afterglow（佐倉綾音）、Pastel*Palettes（前島亞美）與Hello, Happy World!（伊藤美來）主唱人選於2016年12月7日在Sunshine City發表。Afterglow其餘成員於月內公佈，其他兩團成員則於2017年2月24日在EX Theatre Roppongi宣佈。2017年，Pastel*Palettes的Shuwarin Dreaming（7月12日）在Oricon單曲週榜名列第4；Hello, Happy World!的（8月2日）；以及Afterglow的That Is How I Roll!（9月6日）分別在Oricon單曲週榜名列第9及第18位。
2018年1月13日至14日，五支樂團參與於東京國際展示場舉辦的「Garupa Live & Garu-Party! in 東京」，其中包含宣傳手機遊戲《BanG Dream! 少女樂團派對》的活動與表演。活動中，「THE THIRD(仮)」作為後備樂團，為Afterglow、Pastel*Palettes與Hello, Happy World!提供伴奏，以因應其聲優非音樂人身分；該樂團後續獨立成軍，其臨時名稱意指在「Poppin'Party」與「Roselia」之後為該企劃中的第3支現場樂團，並於7月正式更名為RAISE A SUILEN。
2018年2月21日，《BanG Dream!》迎來首場雙單曲同日發行，Poppin'Party與Roselia分別發行第九張單曲CiRCLING與第五張單曲Opera of the Wasteland。同年12月12日則同時發行Poppin'Party的Kizuna Music、Roselia的Brave Jewel與Raise A Suilen的R・I・O・T三張單曲，皆登上Oricon週榜前十。2019年1月30日，Poppin'Party發行首張專輯Poppin'on!，收錄前11首單曲並於Oricon專輯榜獲得第4名。同年2月20日，企劃同日推出六支樂團各一張單曲，該六首歌曲於2月19日Oricon單日榜均進入前十，其中Roselia的Safe and Sound排名最高（第3名）。

### Morfonica（2020–2021年）
2020年1月，Poppin'Party的Initial / Straight Through Our Dreams!（該曲為動畫第三季主題曲）成為企劃首支登上Oricon週唱片銷量排行榜冠軍的單曲，發售首週（1月7日至11日）銷量達27,000張。單曲發行後不久，該系列音樂總銷量突破兩百萬張。五個月後，手機遊戲《BanG Dream! Girls Band Party! Cover Collection Vol. 4》以2,231張首週銷量登上Oricon週專輯榜冠軍。同年夏季，Poppin'Party推出專輯Breakthrough!（6月24日）、Roselia推出Wahl（7月15日）及RAISE A SUILEN推出Era（8月19日）。2020年銷量排行榜中，Initial / Straight Through Our Dreams!（第86名）、Roselia的Promise（第87名）與RAISE A SUILEN的Drive Us Crazy（第97名）位列Billboard Japan年度暢銷單曲前列；而Wahl（第62名）、Era（第86名）以及第四輯（第93名）與第三輯（第94名）翻唱專輯則位列年度暢銷專輯榜，且Wahl與Era分別在Billboard Hot Albums 2020中排名第67名與第94名。
2020年3月1日，為紀念手遊3周年，推出第7支樂團Morfonica，也是系列中唯一擁有小提琴手的樂團，此創意由Craft Egg發想以區隔其他樂團。該團首支單曲Daylight於5月27日發行，首週銷量超過15,000張並登上Oricon週單曲榜次席。10月7日舉行首次現場演出Cantabile。
受COVID-19疫情影響，自2020年起多項相關活動受阻。其中，專輯Breakthrough!原訂6月3日發行，後改至6月24日；BanG Dream! Special Live Girls Band Party! 2020原定5月3日舉行，先後延至2021年6月5日至6日及2022年11月12日，因日本疫情升溫而多次變更。以RAISE A SUILEN為主題的舞台劇《We are RAISE A SUILEN ~BanG Dream! The Stage~》於7月15日至19日在天王洲銀河劇場演出，並線上直播，未使用門票全額退費。2020年8月21日至23日舉辦的BanG Dream! 8th Live Summer Outdoors 3 Days僅開放場地四分之一觀眾入場。2021年1月9日，志崎樺音確診COVID-19，缺席1月11日在東京巨蛋城大廳的Raukure!與Asuhamo活動；2022年4月24日，Morfonica貝斯手西尾夕香因確診缺席該日的Resonance演出。
Poppin'Party於2021年1月發行第16張單曲Photograph，成為該團第二支登上Oricon週榜冠軍的單曲。

### MyGO!!!!!與Ave Mujica（2022年至今）

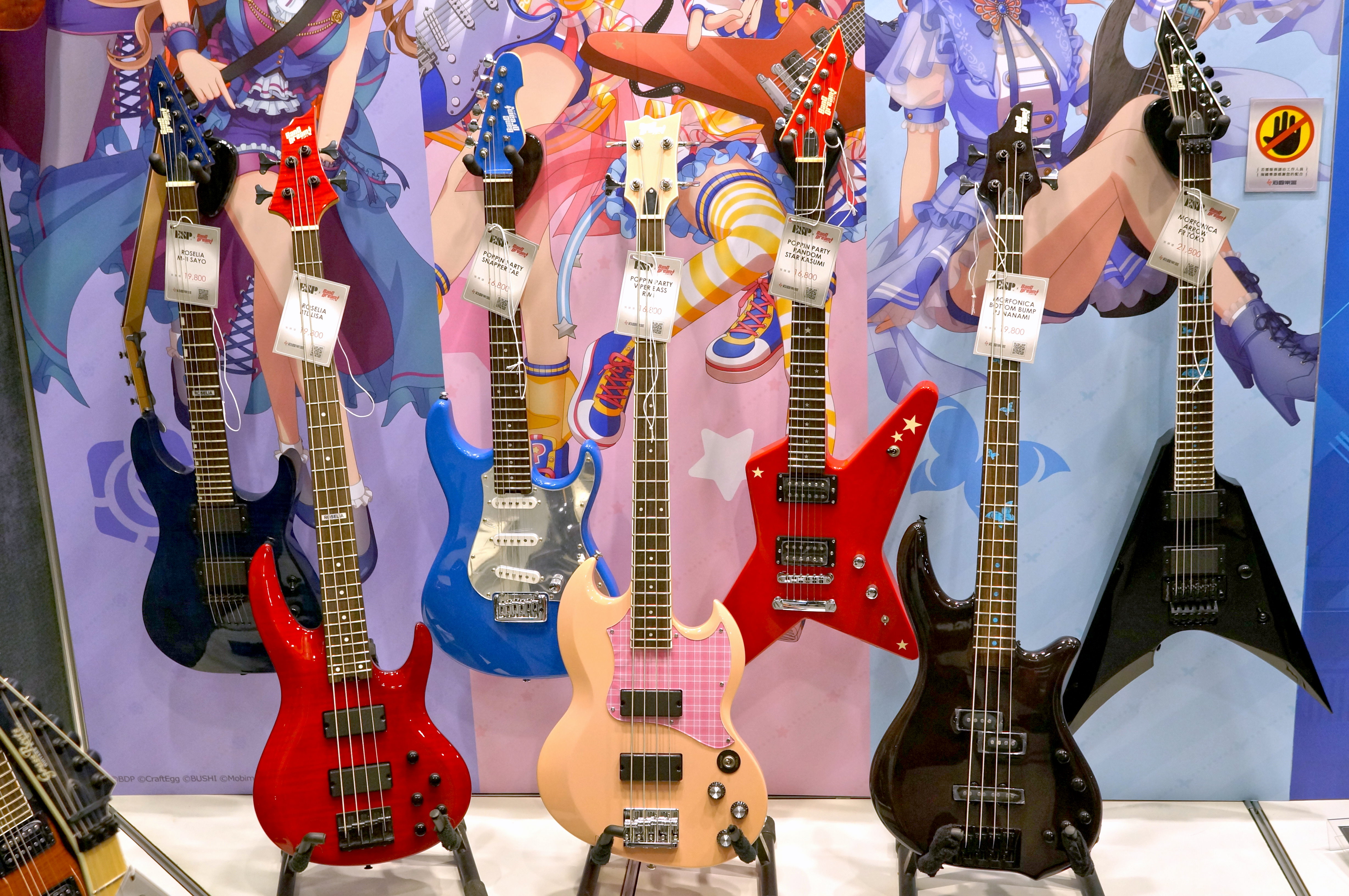
2022台北樂器大展，海國樂器攤位展示ESP製造之《BanG Dream! 少女樂團派對》樂團少女琴款，包括電吉他與電貝斯。

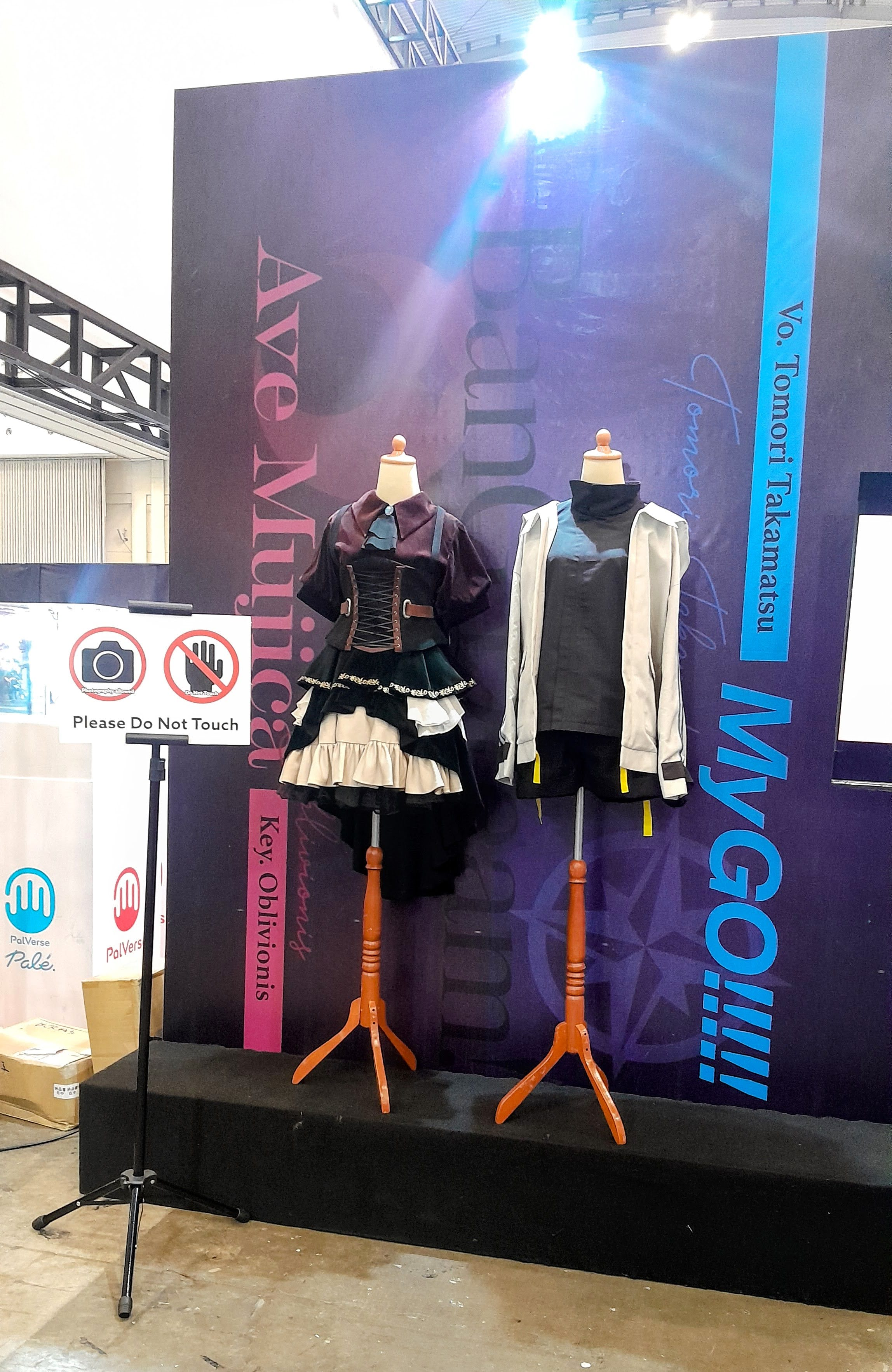
2024年印尼Comic Frontier 18的Bushiroad Expo攤位展示Ave Mujica的豐川祥子（高尾奏音飾）與MyGO!!!!!的高松燈（羊宮妃那飾）的舞台服裝。

2022年起，武士道持續擴充樂團陣容，推出MyGO!!!!!與Ave Mujica，延續「現實與作品世界同步」的概念。兩團雖已公布角色名稱，但聲優身分在早期演出中保持匿名，透過昏暗燈光隱藏臉部（Ave Mujica亦披披風）以維持神秘感。MyGO!!!!!的聲優於2023年4月9日第四場演唱會正式現身；Ave Mujica則在TV動畫《BanG Dream! It's MyGO!!!!!》最終回播出後，即2023年9月14日公開聲優名單。
MyGO!!!!!於2022年7月3日舉行首場單獨演唱會，邀請Morfonica鼓手Mika助陣，並於11月擔任Special Live Girls Band Party!開場演出。同年11月9日，發行首支單曲迷星叫。
2023年4月11日，Ave Mujica發行首支單曲，並於6月4日於中野Sunplaza閉館前音樂祭中舉行首場演唱會。
2022年11月30日，前島亞美因健康因素宣布退出企劃並暫停演藝工作；她曾缺席Special Live Girls Band Party!演出。儘管企劃初期曾計畫其錄音台詞於接任者加盟後保留，但她仍於2023年9月1日回歸原角色。

## 音樂作品
《BanG Dream!》企劃共有11支樂團：Poppin'Party、Roselia、Afterglow、Pastel*Palettes、Hello, Happy World!、RAISE A SUILEN、Morfonica、MyGO!!!!!、Ave Mujica、夢限大MewType、Glitter Green。每支樂團各自發行單曲與專輯，後者包含原創與翻唱歌曲。Glitter Green的唯一單曲Don't be afraid!（作為動畫第一季的插入曲）是與《偵探歌劇 少女福爾摩斯》合作發行的。
中村航與Elements Garden的織田あすか擔任該系列主要作詞者，前者為多數Poppin'Party歌曲作詞，後者則為其他樂團作詞。Elements Garden的其他成員如上松範康與藤田淳平也為該系列作曲與編曲。2021年，該企劃推出一系列由Elements Garden以外的藝術家創作與作曲的「合作」歌曲；第一首歌曲是Poppin'Party演唱的Introduction，由YOASOBI的Ayase創作。Afterglow也與樂團FLOW合作歌曲Winner，作為Flow單曲Dice的一部分。
《BanG Dream!》的多首歌曲被用作其他武士道作品的片頭曲。Poppin'Party的與B.O.F.分別作為《未來卡片 戰鬥夥伴》系列的片頭曲與片尾曲；愛美與西本也為該動畫配音。2020年，RAISE A SUILEN為動畫《突擊莉莉 Bouquet》演唱片頭曲Sacred world。隔年，RAISE A SUILEN的Exist與Embrace of light成為《擾亂 THE PRINCESS OF SNOW AND BLOOD》的主題曲。7月，Poppin'Party與Argonavis分別為《我們的重製人生》演唱主題曲與Possibility；愛美與Argonavis的伊藤昌弘也出演該動畫。Poppin'Party的Moonlight Walk也用作《進化果實～不知不覺踏上勝利的人生～》的片尾曲。
《卡片戰鬥!! 先導者》系列也經常使用該系列音樂作為主題曲。其2018年重啟版由Roselia演唱片頭曲Legendary與片尾曲Heroic Advent（後者出現在《G: Z》篇），而RAISE A SUILEN則負責重啟版其中一首片尾曲Unstoppable與《卡片戰鬥!! 先導者 高中篇續》的主題曲Invincible Fighter與Takin' My Heart。2021年，《卡片戰鬥!! 先導者 overDress》第一季分別以Roselia的ZEAL of proud與Argonavis的Y作為片頭曲與片尾曲，第二季則使用Morfonica的Fateful...作為片尾曲。2018年《卡片戰鬥!!》衍生作《百慕達三角～多彩田園曲～》以Pastel*Palettes的歌曲Wonderland Girl作為片頭曲。2024年6月，MyGO!!!!!的端程山也用作《卡片戰鬥!! 先導者 DivineZ 第二季》的片尾曲。

## 媒體

### 演唱會

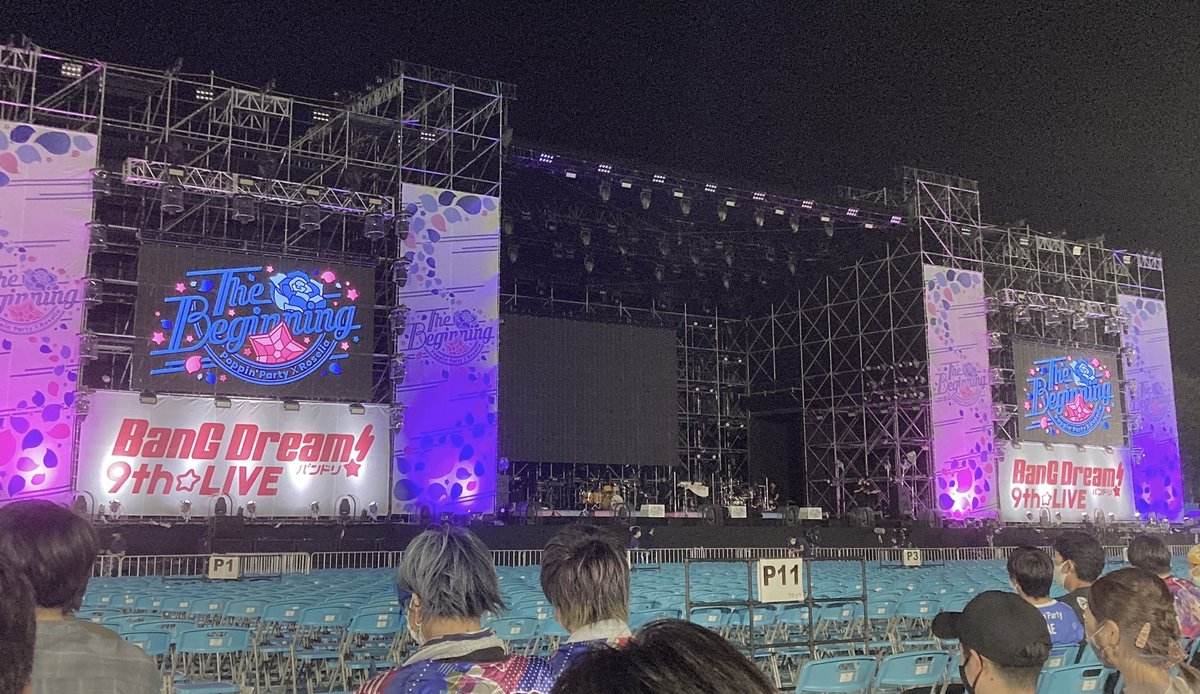
2021年8月22日於富士急樂園針葉林舉辦的BanG Dream! 9th Live舞台

Poppin'Party、Roselia、RAISE A SUILEN、Morfonica、MyGO!!!!!與Ave Mujica的聲優在現場演唱會中親自演奏各自角色的樂器，而其他樂團則僅負責演唱。2019年接受Billboard Japan訪問時，Roselia的工藤晴香與櫻川惠形容這種「聲優樂團」的特色有助於企劃在遊戲與動畫愛好者之外獲得人氣。2020年，動畫第二季與第三季導演柿本廣大解釋，其團隊將現場演唱會的元素融入動畫中，以「展現現實與動畫的連結」。例如，第三季最終回參考了同樣在日本武道館舉辦的BanG Dream! 7th Live。ISSEN製作的第一季也將表演元素融入劇情，如香澄在某一集中失聲的情節，便是基於愛美在企劃首場演出中發生的相同情況。
首場《BanG_Dream!》演唱會「我在春天組了樂團！」於2015年4月18日在下北澤Garden舉行，由愛美、西本梨美與伊藤彩沙參與；三人主要演唱翻唱歌曲，僅有一首原創曲Yes! BanG_Dream!。2016年4月24日的BanG Dream! First Live Sprin'Party 2016!是企劃更名為《BanG Dream!》後的首場演出。演唱會人氣持續攀升，Second Live Starrin'Party 2016!的門票在開售後不久即告售罄，而2017年在武道館舉辦的4th Live Miracle Party 2017!更在一般發售前就售出11,000張門票；Live Viewing Japan在41家日本電影院同步轉播，香港與台灣亦有放映。後續演唱會也提供延遲放映；例如，2018年的BanG Dream! 5th Live由Azoland Pictures與Madman Entertainment分別在北美與澳洲精選電影院放映。
2020年12月，企劃開始在其YouTube頻道直播「Sound Only Lives」，這是一種僅提供歌曲音頻與聲優互動的線上演唱會。首場Afterglow的「As ever」於12月19日至20日舉行，隨後是Pastel Palettes於2021年2月27日至28日的「Flowerful」。Hello, Happy World!的Sound Only Live「Welcome to OUR MUSIC」則於5月15日至16日舉辦。

### 漫畫
石田彩與中村航創作的《BanG_Dream!［］》於2015年1月8日在《月刊武士道》連載。該漫畫與現今系列在角色特質上有諸多差異，共12章，自2015年2月號連載至2016年1月號。中村航撰寫、繪製的輕小說《BanG Dream! 》於2016年8月25日由ASCII Media Works的電擊文庫出版，故事接續《BanG_Dream!［］》。
以重新設計世界觀為基礎的漫畫系列《BanG Dream!》由柏原麻美與中村航創作，自2016年4月至2019年2月在《月刊武士道》連載。小學館亞洲於2017年2月取得將漫畫翻譯成英文的權利；雖然該公司首先在東南亞發行漫畫，但其授權並非僅限於該地區。2016年與2017年發行了兩部四格漫畫：白井白兔的《BanG_Dream! !》在ASCII Media Works的青年漫畫雜誌《電擊G's comic》連載並於2017年完結，以及在小學館的中連載的超現實主義作品。
2017年，首部非Poppin'Party為中心的漫畫《BanG Dream! Girls Band Party! Roselia Stage》由創作，自2月至9月在雜誌連載。2020年3月2日，TOKYOPOP宣布取得該系列在北美發行的授權。RAISE A SUILEN也獲得由中村航撰寫、白良龍繪製的系列《RAiSe! The story of my music》；《RAiSe! The story of my music》於2019年在《月刊武士道》開始連載。
衍生漫画选集《BanG Dream! Garupa☆PICO》於2019年3月14日由武士道出版、角川集團發行。衍生Q版漫畫《BanG Dream! Garupa☆PICO Comic Anthology》收錄了17位藝術家的作品。2021年3月16日，重述遊戲活動故事的線上漫畫《BanG Dream! Girls Band Party! The first page》發布。

### 動畫
截至2023年，企劃的主要電視動畫改編作品共三季。Sentai Filmworks取得該系列在北美、大洋洲與歐洲等地的數位與家用發行權；該公司也在其HIDIVE平台同步播放第二季與第三季。在東南亞與南亞，木棉花國際持有該動畫的權利。
第一季由ISSEN與XEBEC製作，導演為大槻敦史，自2017年1月21日至4月22日在東京都會電視台播映。這部13集系列講述Poppin'Party的成立，並由該樂團演唱片頭曲Tokimeki Experience!與片尾曲 ～Sing Girls～。動畫在Anime Network與Crunchyroll上播放，後續發行了七卷藍光碟與DVD。一集原創動畫錄影帶在11月22日發行的第七卷BD/DVD前進行了先行放映。
三次元接替ISSEN與XEBEC製作第二季與第三季，主要採用電腦合成影像；相較之下，第一季僅在表演時使用CGI以更好地展現演奏樂器的細節。雖然在三次元主導下CGI成為主要動畫類型，但某些元素如各種服裝仍由手繪完成，並使用動作捕捉技術進行表演。《BanG Dream!》是三次元首部非科幻作品，該公司為準備動畫製作，先為Roselia的歌曲Neo-Aspect製作了音樂錄影帶。柿本廣大接任導演，而綾奈由仁子等編劇與腳本作家則繼續擔任原職。
2019年1月3日至3月28日播映並在Crunchyroll與HIDIVE同步播放的《BanG Dream! 2nd Season》擴展了故事範圍，加入Afterglow、Pastel Palettes、Roselia、Hello, Happy World!與RAISE A SUILEN。與前作不同，該季更強調演唱會，三次元因此將每集標題改為歌曲名稱（第一季使用「有趣可愛」的標題，遵循主語和動詞的句子結構）。該季有兩首片頭曲：Poppin'Party的與Roselia的BRAVE JEWEL，以及兩首片尾曲：Poppin'Party的Jumpin'與Roselia的Safe and Sound。該季的英文配音版於2020年4月21日在藍光發行並開始在HIDIVE播放；配音由John Swasey指導，由Sentai Filmworks授權。
第三季原定2019年10月播出，後延至2020年1月。該季講述Poppin'Party參與「BanG Dream! Girls Band Challenge!」以及RAISE A SUILEN的成長；動畫團隊在開始製作第二季前就考慮過競賽的構想。由於更注重各樂團的個別發展，該季的集數標題取自角色在劇中說出的台詞。《BanG Dream! 3rd Season》自2020年1月23日至4月23日播映，不過第一集於1月7日發布，因為它與Poppin'Party的 / !限量版藍光一起發行。該單曲的曲目也是該季的主題曲，以Initial為片頭曲，Straight Through Our Dreams!為片尾曲。柿本與前一季的團隊成員回歸製作新一季。HIDIVE的同步播放始於1月7日的首播日期，而VRV也取得播放權。
除了主要系列外，兩部Q版衍生作品《Pastel Life》與《BanG Dream! Garupa☆Pico》分別於2018年5月與7月播映。Studio A-Cat在日野智的領導下製作《Pastel Life》，而《BanG Dream! 》則由三次元與DMM.futureworks合作製作，導演為宮島星矢。《BanG Dream! 》第二季《BanG Dream! 》自2020年5月至10月播映。第三季《BanG Dream! 》自2021年10月7日至2022年3月31日播映。
由三次元製作、以原始五支樂團為主角的演唱會電影《BanG Dream! FILM LIVE》於2019年9月13日首映。該電影由梅津智弘執導，中村編劇；除了主要演員外，上田和幸與Elements Garden分別回歸擔任角色設計與音樂製作。在56家電影院上映後，該片首月票房收入約3億日圓。Sentai Filmworks於2020年8月取得授權後，除了家用發行外還進行了限時電影院放映。續作《BanG Dream! FILM LIVE 2nd Stage》加入Morfonica與RAISE A SUILEN，於2021年8月20日首映。
聚焦於Roselia的兩部曲電影系列《BanG Dream! Episode of Roselia》（分別副標題為《Promise》與《Song I am.》）於2021年上映；《Promise》於4月23日首映，《Song I am.》則於6月25日首映。線上串流平台Eventive在美國播放了這兩部電影。以Poppin'Party為中心的電影《BanG Dream! Poppin'Dream!》於2022年1月1日首映。Crunchyroll取得亞洲以外地區的兩部電影授權。
2022年，為紀念《BanG Dream! 少女樂團派對》五週年，兩集動畫《BanG Dream! Girls Band Party! 5th Anniversary Animation -CiRCLE THANKS PARTY！-》於3月10日與17日發布。
2022年3月19日，宣布Morfonica將獲得原創動畫《BanG Dream! Morfonication》，該作品於2022年7月28日與29日首映。
2023年4月9日，宣布製作以MyGO!!!!!為中心的電視動畫系列，作為主要系列的衍生作品與時間線續作，標題為《BanG Dream! It's MyGO!!!!!》。該作品由柿本廣大執導，綾奈由仁子撰寫並監督系列腳本。該作品於2023年6月29日首映，當天播出三集，並播映至2023年9月14日。Crunchyroll取得該系列授權。
2024年1月6日，宣布將動畫製作成兩部帶有新畫面的總集篇電影，兩部分分別標題為與，並將在日本電影院首映。兩部總集篇電影分別於9月27日與11月8日上映。
在2023年9月播出第13集後，宣布製作以Ave Mujica為中心的《BanG Dream! It's MyGO!!!!!》續作《BanG Dream! Ave Mujica》。柿本廣大回歸執導續作，綾奈由仁子也回歸撰寫並監督系列腳本。該作品自2025年1月2日至3月27日播映。Crunchyroll取得該系列在北美、拉丁美洲（除巴西外）、大洋洲、南非與部分歐洲地區的授權，標題為《Ave Mujica - The Die is Cast -》。
在2025年3月27日播出《BanG Dream! Ave Mujica》第13集也是最終集後，宣布製作《BanG Dream! It's MyGO!!!!!》與《BanG Dream! Ave Mujica》的共同續作，將以北歐為故事背景進行拍攝。

### 遊戲
《BanG Dream! 少女樂團派對》，简称Garupa（ガルパ），是由Craft Egg開發、武士道旗下Bushimo發行的免費手機節奏遊戲，支援Android與iOS平台。該遊戲在2016年東京電玩展上公布，並於2017年3月16日在日本首發。英文全球版於2018年3月29日在新加坡推出，隨後於4月4日全球發行。該遊戲也於2017年10月19日由Mobimon Inc.發行繁體中文版，在台灣、香港與澳門推出；嗶哩嗶哩於2019年5月30日推出中國大陸版本。韓文版由Kakao Games於2018年2月6日發行，於2024年1月31日停止營運。2021年2月28日，武士道宣布本作将移植至任天堂Switch平台。
《BanG Dream!》企划启动之初，创始人木谷高明即希望将游戏作品纳入其中。与CyberAgent旗下的游戏公司Craft Egg接洽时，对方对该企划相当感兴趣；在观看了首支乐队Poppin'Party的现场演出后，遂同意为《BanG Dream!》开发手机游戏:46–47。开发团队考虑到企划特点，最终选择音乐这一游戏类型。本作使用Unity引擎开发。其于2014年底开始构想:46，2016年1月起开发，原计划于2017年3月上线，与第一季动画结束时间同步。
遊戲玩法包括隨著選定歌曲的節奏點擊向下滾動的音符。游戏收录企划原创曲与翻唱曲，团队希望保持两者数量平衡。游戏之所以收录翻唱曲，是因为Poppin'Party在初期现场演出中，因原创曲不足而翻唱其他动画歌曲，取得良好反响。为体现差异化，游戏采用能够免费游玩翻唱曲的方式。歌曲的创作与改编主要由Elements Garden操刀，也有部分由SUPA LOVE等其他团队负责。创作原创曲时，团队在游戏剧情的基础上，希望能够带动听众的情绪共鸣，并强化玩家与角色间的纽带:40,49。
角色是游戏的主要卖点。团队提及，他们秉持着「珍视角色」的公司文化开发游戏。设计师希望玩家更多地接触角色、了解角色，进而接触企划其他作品。为保证角色演奏符合实际，武士道还邀请ESP吉他公司共同设计乐器。世界观设定上，由于游戏随整体企划共同推进，角色的具体个性设定、说话风格等在开发初期尚未明确，游戏团队没有自作主张，而是向电视动画的制作团队请教:47。为推动剧情发展，游戏展现了角色与乐队的成长过程。角色与声优的关系方面，游戏希望虚构角色能与现实声优相互融合。例如，演唱会中声优发言与现场气氛等等，会逐渐渗透进游戏，像是角色和乐队在「自然生长」。声优在录制对话时，通常按特定组合或乐队分组，以确保氛围自然。
宣传方面，木谷高明自称，游戏开发初期并未做过多宣传:47。不过，由于第一季动画口碑不佳，木谷高明决定大力宣传游戏，呼吁大家预注册。同时，为了将游戏推向不熟悉游戏和动画的群体，该作常与其他企划及作品展开联动:48。2016年9月15日，官方于东京电玩展上公布游戏制作的消息。2017年1月1日，游戏开放先行注册。同年2月17日，游戏开始封闭测试。2017年8月，Craft Egg官方出席漫画博览会，确认本作将于台湾发行，这是游戏首次进军海外市场。
基於遊戲的擴增實境應用程式《Bandori! Garupa AR!》自2018年1月9日起限時發行。2019年，《BanG Dream! 少女樂團派對》與SCRAP合作舉辦密室逃脫遊戲，參與者通過解決遍布城市的謎題來尋找香澄遺失的吉他。該活動自2019年12月4日至2020年2月29日在東京、名古屋與大阪舉行。
2023年12月18日，Craft Egg宣布其运营困难，将于2024年1月4日起停止联合开发，后续开发工作将完全由武士道接手。

## 衍生企劃

### ARGONAVIS
2018年5月，武士道公布以男性為中心的企劃《ARGONAVIS from BanG Dream!》。儘管共享《BanG Dream!》名稱，木谷強調《ARGONAVIS》發生在與主要系列不同的世界，意味著兩個企劃的角色之間不會有互動。同名樂團於12月開始演出；與女性樂團類似，ARGONAVIS除了扮演角色外也演奏自己的音樂。ARGONAVIS也與主要企劃在2019年2月22日的BanG Dream! 7th Live上重疊，他們擔任RAISE A SUILEN的Genesis演唱會開場嘉賓。漫畫家三好輝設計角色，森野文子撰寫故事。
由三次元製作的《ARGONAVIS》動畫系列於2020年4月10日首映。作為動畫續作並加入額外樂團的手機遊戲《Argonavis from BanG Dream! AAside》於2021年1月14日發行。
2021年11月，武士道宣布將企劃從《ARGONAVIS from BanG Dream!》改為《from ARGONAVIS》，將其分拆為獨立於《BanG Dream!》企劃的子公司。同時成立新公司ARGONAVIS Co., Ltd.管理該企劃，由Argonavis成員日向大輔擔任公關經理。

### 夢限大MewType
2022年，武士道公佈了以VTuber形式呈現的樂團「夢限大MewType」，以線上串流的方式演出。公開試鏡於7月22日至8月14日舉行，不過申請者不需要會演奏樂器。夢限大MewType自2023年11月起在YouTube上開始串流。

## 評價
《BanG Dream!》因其現場演唱會與遊戲《BanG Dream! 少女樂團派對》而受到歡迎。2017年，ComicsVerse評論員Jessica Liong形容該系列「最大魅力」在於「其現場表演者。關鍵似乎是以動畫女孩吸引人們，並以真實演唱會的華麗留住他們」。Poppin'Party的首張單曲Yes! BanG_Dream!首週銷量不到1,500張，第二首歌曲Star Beat!同期銷量為3,414張，但在Animelo Summer Live 2016等演出後，第三張單曲 / Tear Drops首週銷量提升至11,301張。至2018年，該樂團單曲首週銷量通常超過10,000至20,000張。
《BanG Dream!》2018年年均收入超過¥40億日圓，成為該公司最賺錢的智慧財產之一。2017年8月至2018年7月，武士道的《黑白雙翼》品牌在加入《BanG Dream!》卡牌後創下銷售紀錄。《BanG Dream! 少女樂團派對》在2017年至2018年間總收入達¥31.2億日圓（286.22百萬美元），包括2017年的¥9.1億與2018年的¥22.1億。《BanG Dream!》還與多個實體合作推廣，如太平洋聯盟棒球、羅森便利商店連鎖與精工手錶。

### 動畫
主要動畫系列評價褒貶不一，但隨著時間推移逐漸改善。雖然第一季反應平淡，但第二季與第三季獲得評論家較為正面的評價。The Fandom Post評論員Chris Beveridge在評論前兩季時，讚揚該系列為後續動畫季數所做的準備，透過製作其他媒體來充實世界觀，而非倉促製作額外季數。
第一季是2017年冬季日本社群媒體討論度最高的動畫之一。然而，其評價平庸，尤其對劇情批評較多。在「C−」級評論中，Anime News Network評論員Christopher Farris形容故事「是長期以來見過最空洞的動畫之一」，指出角色缺乏真正的逆境。對動畫與設計的意見分歧，Farris稱其「整體看來是優秀作品」，而Otaku USA評論員Brittany Vincent（她指出其他音樂動畫如《Love Live!》也使用CGI）則寫道「看起來並不特別出色」。雖然Vincent讚揚動畫「充滿熱情」，但她補充道「音樂動畫還有更多富有創意的選擇」。Beveridge對演員的真實性表示滿意，但他強調觀眾對角色的看法「將決定動畫的成敗」。他最終形容《BanG Dream!》是「一部紮實且實用的動畫，感覺像許多其他女子樂團動畫」。在2018年接受Real Sound專訪時，木谷承認日本觀眾的冷淡反應促使他將投資轉向推廣《BanG Dream! 少女樂團派對》。
在西方評論家中，第二季普遍被視為在故事與動畫方面有所進步。Polygon評論員Julia Lee將該季列為「今冬值得觀看的6部新動畫系列」之一，讚揚其對新樂團的重視，以及轉向CGI「並未失去第一季的藝術風格」。Farris質疑新角色缺乏充分介紹，認為對不熟悉《BanG Dream! 少女樂團派對》的觀眾來說是突兀的轉變。然而，他讚揚其情感衝擊與音樂曲目增加，給予「C+」評分，認為「在能稱為真正成功之前，除了最忠實的粉絲外，仍有許多問題需要解決」。Beveridge讚揚該季表演的流暢動畫與歌曲的「感染力」，並補充道雖然他對個別角色沒有投入感，但「很容易一集接一集地投入並享受旅程」。
第三季獲得Farris與The Fandom Post評論員Shawn Hacaga的好評，前者給予「B+」評分，後者（自稱是該系列粉絲）為每集都撰寫了評論。Farris形容該季「整體而言是紮實的動畫」，讚揚其故事線對3個主要樂團（Poppin'Party、Roselia與RAISE A SUILEN）的具體重視，以及成功推廣該系列「與朋友一起玩樂團是表演的終極目標」的前提。Hacaga讚揚RAISE A SUILEN的故事，促使他在第4與第5集評論中認為該季超出預期，並在最終評論中形容樂團在該季的成長「令人絕對愉悅」。

### 遊戲
《BanG Dream! 少女樂團派對》的玩法和設計受到媒體的好評。游戏大观将该作玩法与《Love Live! 学园偶像祭》相提并论，称赞此作融合了角色扮演玩法和强社交元素，分别能够提高玩家的付费意愿和活跃程度，开创了音乐游戏的新时代。游戏葡萄的依光流在文中分析，该游戏既强调了乐队元素，又贴近日本流行音乐文化，弥补了相关市场的空缺，让大众能够享受游戏内容。Siliconera的将之与《Love Live! 学园偶像祭》以及做比较，指出本作不再围绕单一组合展开，而是以多支女高中生乐队为主角，且团体风格多样，几乎可以覆盖不同玩家的审美取向，设计别具一格。她还评论道，角色间的对话真实，能让玩家产生共鸣，沉浸到游戏中。依光流称游戏剧情丰富，能够塑造出「画风欢快、人设活泼的多乐队群像」，体现出了游戏内核及价值观。《Fami通》的赞扬剧情充实，玩家能够自行组建理想中的乐队；不过和戸塚伎一认为Switch版与手游相差不大，没有太多新内容。Gamer的TOKEN在参与封闭β测试后，赞赏角色的设计理念特点鲜明且个性丰富，Live2D让角色的表情和动作生动而丰富。游戏基地称赞角色个性鲜明，表情和动作细腻。Appget评测媒体的納谷英嗣指出，角色演出以Live2D及全语音的方式呈现，沉浸感强。依光流认为Live2D让游戏的差异化非常明显。依光流赞扬游戏收录曲目的品质很高，称音乐偏向于日本流行和软式摇滚的风格，节奏鲜明；同时翻唱曲目经改编后，能够反映出乐队自身特点。4Gamer.net的Rin对3D演出模式给予好评，说「一边欣赏表演、一边打节奏游戏」虽富有挑战，但增加了玩家沉浸感与角色临场感。演出中，角色有时会演奏非本职乐器，例如键盘手市谷有咲可以弹奏吉他并担当主唱，让人耳目一新。
用户评价上，游戏于日本刚推出时，在iOS的App Store上的平均评分为五星，下载量一度超过《Love Live! 学园偶像祭》和偶像大师系列游戏；上线两年内，其一直位于iOS游戏畅销榜前列，推出游戏内容更新时排名会上升甚至登顶。在中国大陆上线当日，游戏登上iOS的游戏免费榜第五、音乐类游戏畅销榜第二。2019年5月，该作在哔哩哔哩上的评分为8.7分（满分10分），依光流认为这「属于非常高的区间」。
作品人气方面，日本地区，游戏上线时即有超56万玩家完成预注册。该作推出后六个月即突破四百万次下载。截至2018年11月，日服用户数达800万人；2019年11月，人数超过1100万；2020年4月，账号数来到1200万；2022年11月，用户量突破1600万。2021年，日本LINE公司的调查显示，在日本女高中生最沉迷的游戏中，该作排名第四。根据IGAWorks的数据，游戏于2017年创收91亿日元。2020年9月，官方宣布全球用户突破2000万人。2018年，木谷高明在接受Real Sound访谈时，谈及游戏上线后「所有东西都极速飙升」，并指出游戏的「完成度」是让此企划人气大涨的因素之一。Craft Egg首席执行官森川修一也表示，游戏上线后的人气远超预期。
本作在日本地区的「Google Play 2017年最佳游戏」中，于「用户投票」与「吸引力」两个类别中获奖。

## 外部連結
- 官方网站（日語）
- 《BanG Dream! 少女樂團派對》官方網站（日語）